# Soy Sola (álbum)
Soy Sola es el primer álbum de estudio solista de la cantautora uruguaya Ana Prada. Publicado el 1 de setiembre de 2006 como disco independiente, siendo reeditado bajo el sello de Los Años Luz Discos y vendido en CD en Uruguay, Argentina y España, distribuido por Montevideo Music Group, RGS Music y Factoría Autor respectivamente. Puede considerarse el álbum debut de la cantautora. Fue uno de los discos uruguayos de folclore más exitosos de su década.

## Historia y producción
Su carrera solista empieza de manera casi accidental, cuando en una reunión familiar sus primos Daniel y Jorge Drexler decidieron presentar canciones propias. Prada decidió acompañarlos y mostrar "tema y medio" en el que ella estaba trabajando. Allí se encontraba Carlos Casacubierta, exintegrante de El Peyote Asesino, que confesó estar interesado en su potencial y terminó convirtiéndose en productor de este álbum.
La primera canción escrita para el álbum fue «Brillantina de Agua», seguida de «Soy Sola», escritas en la soledad de su apartamento en la capital en una tarde de melancolía.
Las letras del disco hablan principalmente de los paisajes del campo donde vivía en Paysandú, fusionadas con su tristeza y combate a la depresión.
Se realizaron fotografías en la pradera hechas por Matilde Campodónico. En cuanto a la producción musical del disco, participaron Elvira Rovira (su pareja por aquel entonces, voces y letras) Horácio Di Yorio (piano), Ariel Hassán (acordeón), "Nicolás" (guitarra eléctrica) y Martin Ibarburu (percusión).
El disco no es totalmente folclórico en cuanto a sus instrumentos, ya que cuenta con sonidos urbanos y artificiales.

## Repertorio
| N° | Track (s)=sencillo      | Rep. Spotify |
| -- | ----------------------- | ------------ |
| 1  | Amargo de caña          | 575578       |
| 2  | Soy sola                | 188839       |
| 3  | Tentempié (s)           | 1762599      |
| 4  | Lo que viene después    | 148810       |
| 5  | La maleta               | 330764       |
| 6  | Tierra adentro          | 256571       |
| 7  | Dulzura distante        | 945243       |
| 8  | No me ves               | 161176       |
| 9  | Brillantina de agua     | 381047       |
| 10 | La red                  | 127581       |
| 11 | Cada mancha de tu cuero | 136027       |
| 12 | Pero no                 | 134769       |
| 13 | Un cuarto               | 124506       |
| 14 | Yo no tengo soledad     | 106412       |

## Consecuencias
«Las giras y reconocimientos no tardarían en llegar: Uruguay, Argentina, Brasil, España, Dinamarca y Suecia se dejan seducir por la voz dulce y contundente de la cantora.»
Biografía de Ana Prada en anaprada.net

La revista Rolling Stone en su versión en español, calificó al álbum como "álbum revelación". En cuanto a premios, no consiguió ninguno, pero si nominaciones a "Artista Revelación del Folklore" en los Premios Gardel (Argentina) y "Revelación del año", "Mejor solista del año" y "Mejor producción del año" en los Premios Graffiti (Uruguay).
La Intendencia Departamental de Paysandú hizo público un "videoclip" de «Tentempié» hecho por estudiantes en 2020.